# 森直哉
森 直哉（もり なおや、文久3年11月1日（1863年12月11日） - ?）は戦前日本の医師。旧姓は姫野、後に赤星。東京大学医学部別課卒。宮城県古川病院初代院長。赤星研造養子だったが、離縁し故郷大在村竹下で森医院を営んだ。

## 経歴
文久3年（1863年）11月1日豊後国海部郡竹下村の農家姫野平治郎と綱子の三男として生まれた。14歳の時海部郡儒学者阿部一行に入門した。16歳の春、父不在のため、母の許しを得て豊前国中津に留学して白石照山に学び、同年暮大分県師範学校に入学した。
1881年（明治14年）5月師範学校を退学し、上京して東京大学医学部別課に入学したが、1年後実家が災難に遭い、学資の仕送りを受けられなくなった、群馬県、山梨県の医師等の家に身を寄せた後、再び上京して知人宅に滞在中、友人の紹介で元東京大学医学部教授赤星研造に学資を得られることとなり、養子となった。1886年（明治19年）の学制改革時には上級生総代として反対運動を行い、他の総代と共に石黒忠悳邸で談示を行った。
1886年（明治19年）11月卒業し、1887年（明治20年）4月から1888年（明治21年）2月まで故郷で医業を営んだ後、1888年（明治21年）4月宮城県志田郡古川町私立古川病院長に招かれたが、1889年（明治22年）3月辞職して古川町に開業し、1889年（明治22年）春宮城県連合医会郡部派出委員、夏志田玉造両郡医会会長、1891年（明治24年）宮城県地方衛生会委員を歴任した。
1895年（明治28年）4月赤星研造と離縁して姫野姓に復し、その後、森姓を名乗り故郷大在村竹下で森医院を営んだ。『日本医籍録』には1928年（昭和3年）版まで掲載が確認できる。